# Бачо Киро (пещера)
Бачо Киро — пещера в Болгарии на территории общины Дряново.

## Местонахождение
Пещера расположена на 300 метров к западу от Дряновского монастыря, на высоте 335 метров над уровнем моря. Для сохранения пещеры она объявлена памятником природы.

## Название
В 1940 году пещера была названа в честь участника Апрельского восстания Бачо Киро.

## Открытие и исследование
Лучше всего изучен археологами первый грот пещеры. Здесь открыты орудия труда и следы активной деятельности древнего человека, датируемые средним (70 000 — 50 000 гг. до н. э.) и верхним (45 000 до 20 000 гг. до н. э.) палеолитом. Опубликованные в 2020 году находки представляют наиболее раннее свидетельство присутствия Homo sapiens в Европе, когда в ней всё ещё жили неандертальцы. Принадлежность человеческих костных останков человеку разумному доказали анализом белковых последовательностей (протеом) методом масс-спектрометрии и изучением митохондриальной ДНК.
Температура внутри пещеры постоянная — 13 °C, влажность — 95 %. Пещера образована водами реки Андыки. Открыты следы человеческой культуры, кости диких и домашних животных. Также найден скелет медведя размером 3 метра.
Карстовые образования в пещере отдалённо напоминают рыб, змей, людей, Богородицу с младенцем, медведя и много других. Одна из популярных среди туристов частей пещеры — «Чистилище» — низкий и труднопроходимый коридор размерами 60 на 40 см, через который, как говорят, могут пройти только праведники.

## Палеогенетика
У образцов ВВ7-240 и CC7-335 возрастом более 45 тыс. л. н. генетики определили митохондриальную гаплогруппу N и Y-хромосомную гаплогруппу C1 (C-F3393). У образца CC7-2289 (ок. 44 тыс. л. н.) определили митохондриальную гаплогруппу R. У образцов AA7-738 (ок. 43,5 тыс. л. н.) и F6-620 (44 180—42 450 лет до н. э.) определили митохондриальную гаплогруппу M. У образца F6-620 определили Y-хромосомную гаплогруппу F (F-M89). У образца BK-1653 возрастом ок. 34,5 тыс. л. н. определили митохондриальную гаплогруппу U8. Геномы ранних образцов из Бачо Киро возрастом 42580—45930 л. н. (IUP Bacho Kiro) отдалённо связаны с 40 тысячелетним человеком из пещеры Тяньюань в Китае, в меньшей степени с GoyetQ116-1 из Бельгии и усть-ишимским человеком, а также с другими древними и современными геномами восточноазиатов и коренных американцев. F6-620, BB7-240 и CC7-335 имеют в своей ДНК 3,8 %, 3,0 % и 3,4 % примеси от неандертальцев, появившейся в результате скрещивания шестью или семью поколениями ранее. Это говорит о том, что IUP Bacho Kiro произошли от древней популяции, которая когда-то распространилась по всей Евразии, но в Европе её потомки вымерли. Более поздние особи из пещеры Бачо Киро (BK1653) были ближе к современным европейским популяциям, чем к современным азиатским.

## Летучие мыши
В пещере обитают 4 вида летучих мышей:
- Большой подковонос (Rhinolophus ferrumequinum)
- Малый подковонос (Rhinolophus hipposideros)
- Южный подковонос (Rhinolophus euryale)
- Ночница Наттерера (Myotis nattereri)

В пещере Бачо Киро от начала декабря до конца марта в среднем регистрируются до 100 больших и малых подковоносов.

## Туризм
- Пещера Бачо Киро находится среди ста национальных туристических объектов на Болгарского союза туристов под номером 22.
- Это первая благоустроенная пещера в Болгарии. Начиная с 1937 года она является одной из главных туристических объектов в районе.
- В 1962 году пещера объявлена памятником природы.

## Галерея

Фотографии
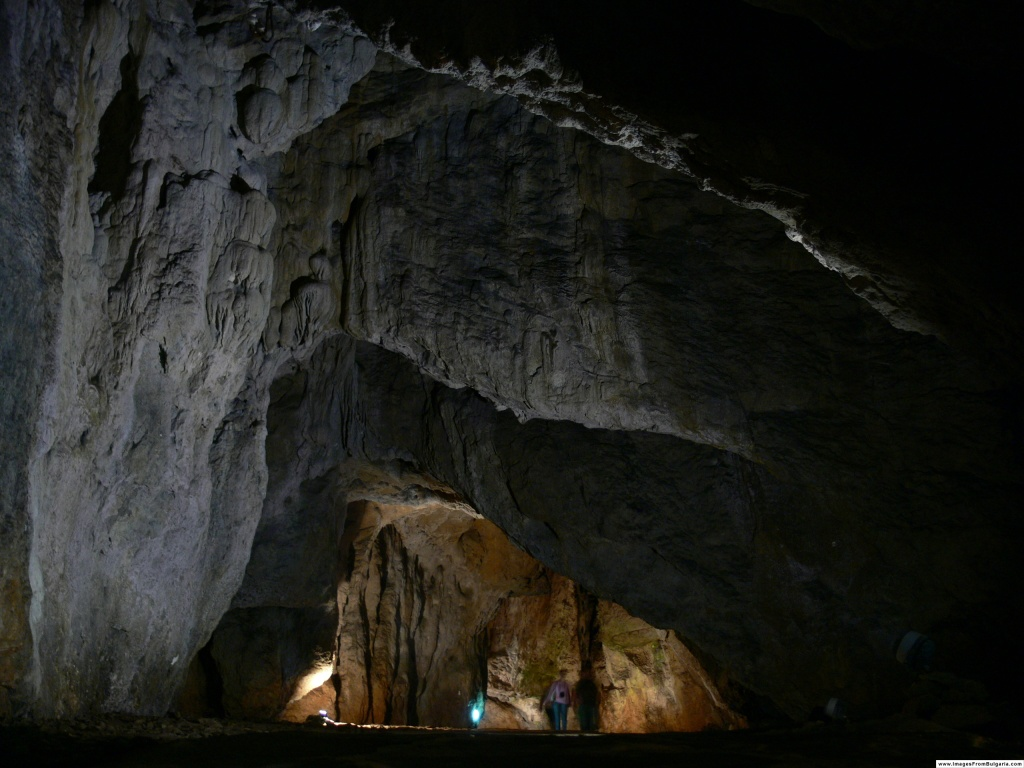
Коридор
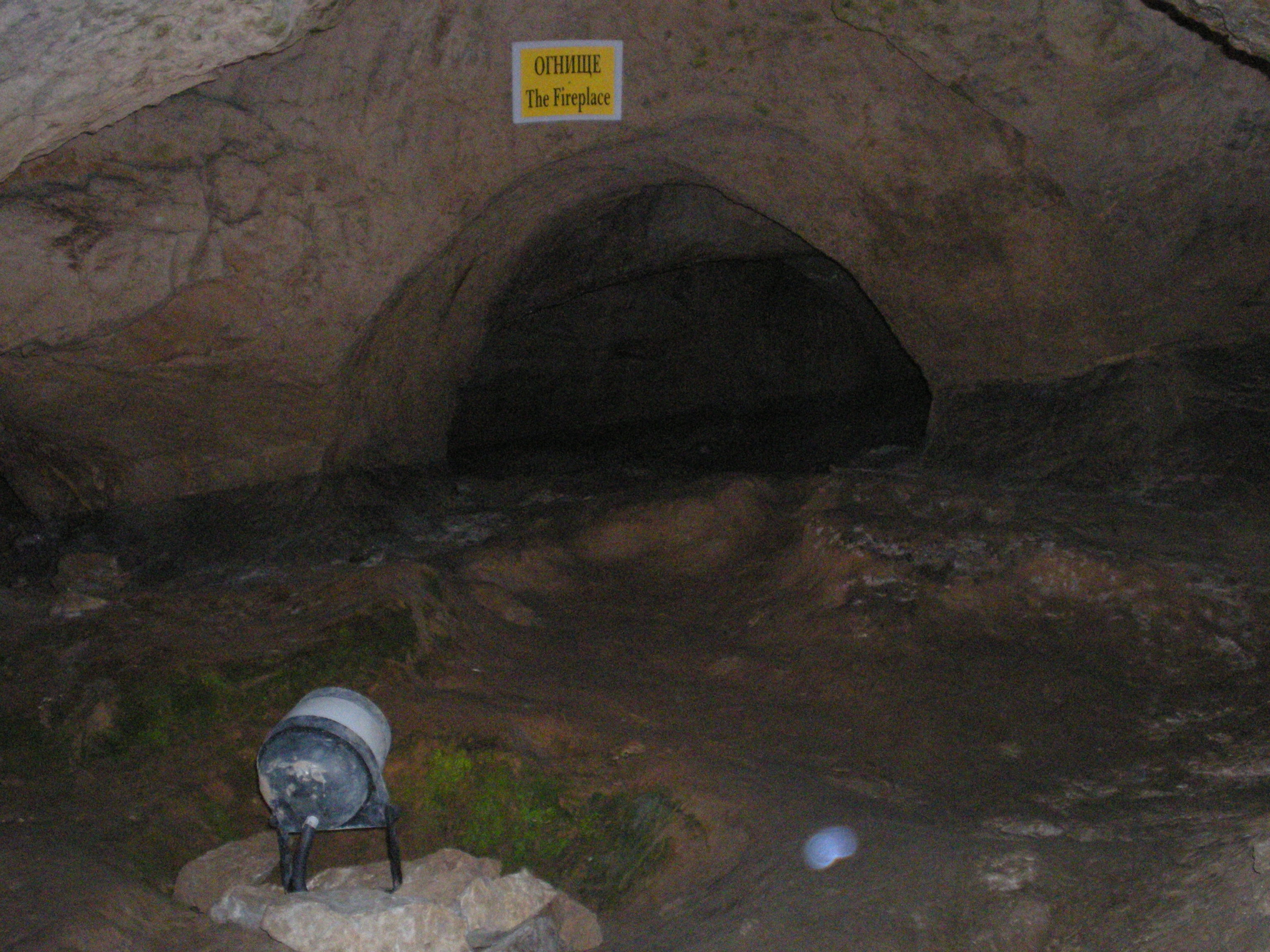
Кострище
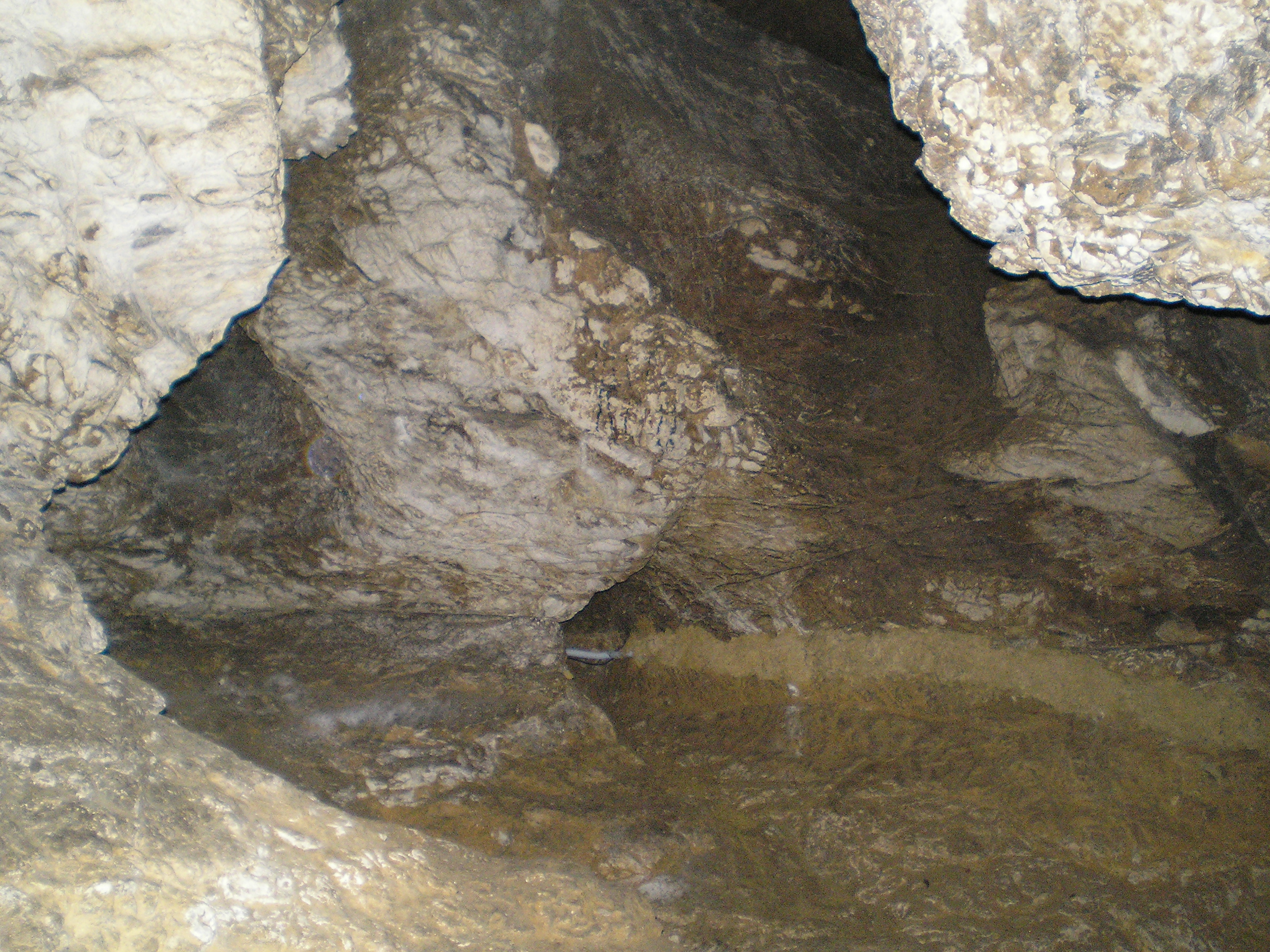
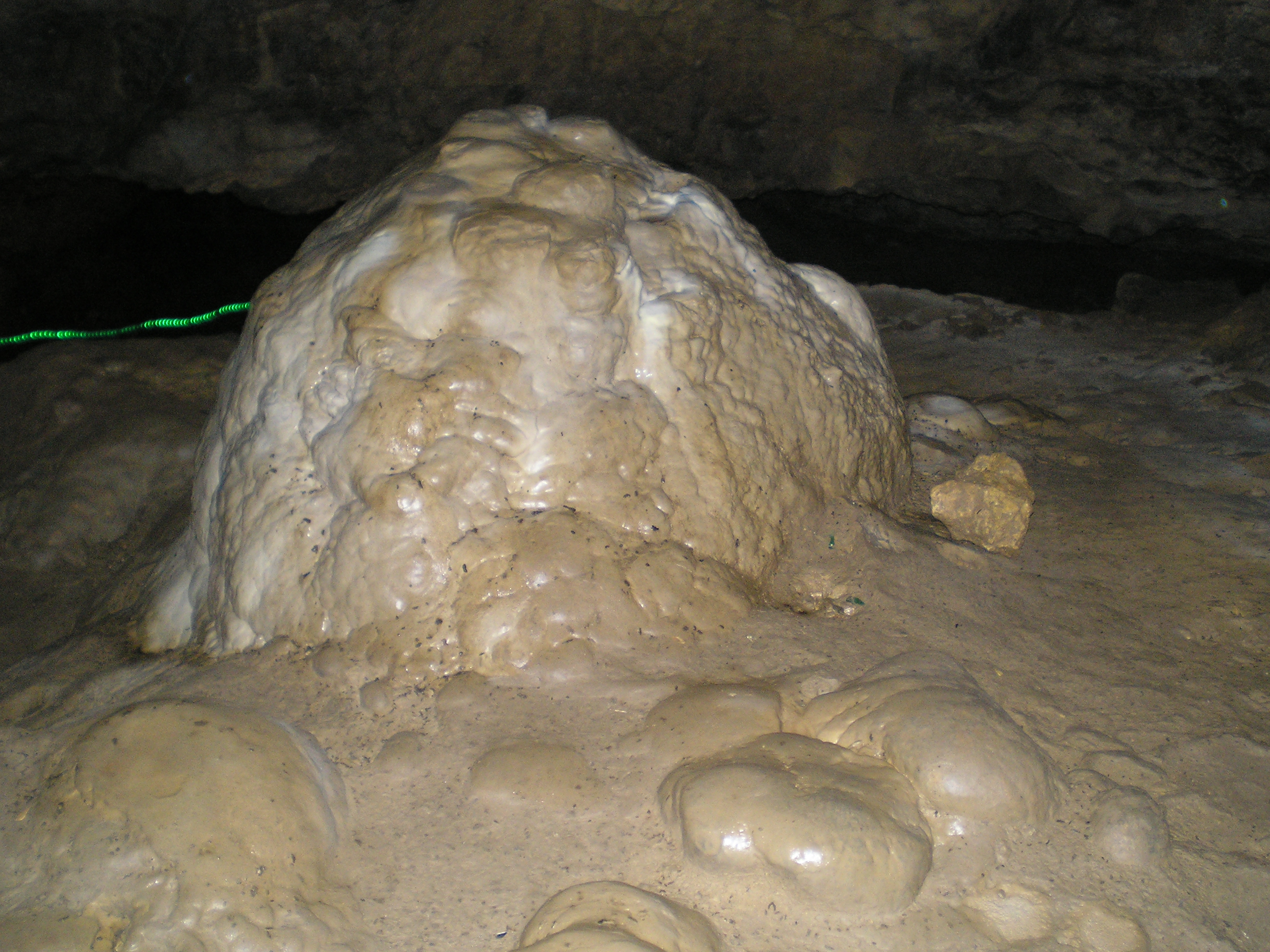
Сталагмит
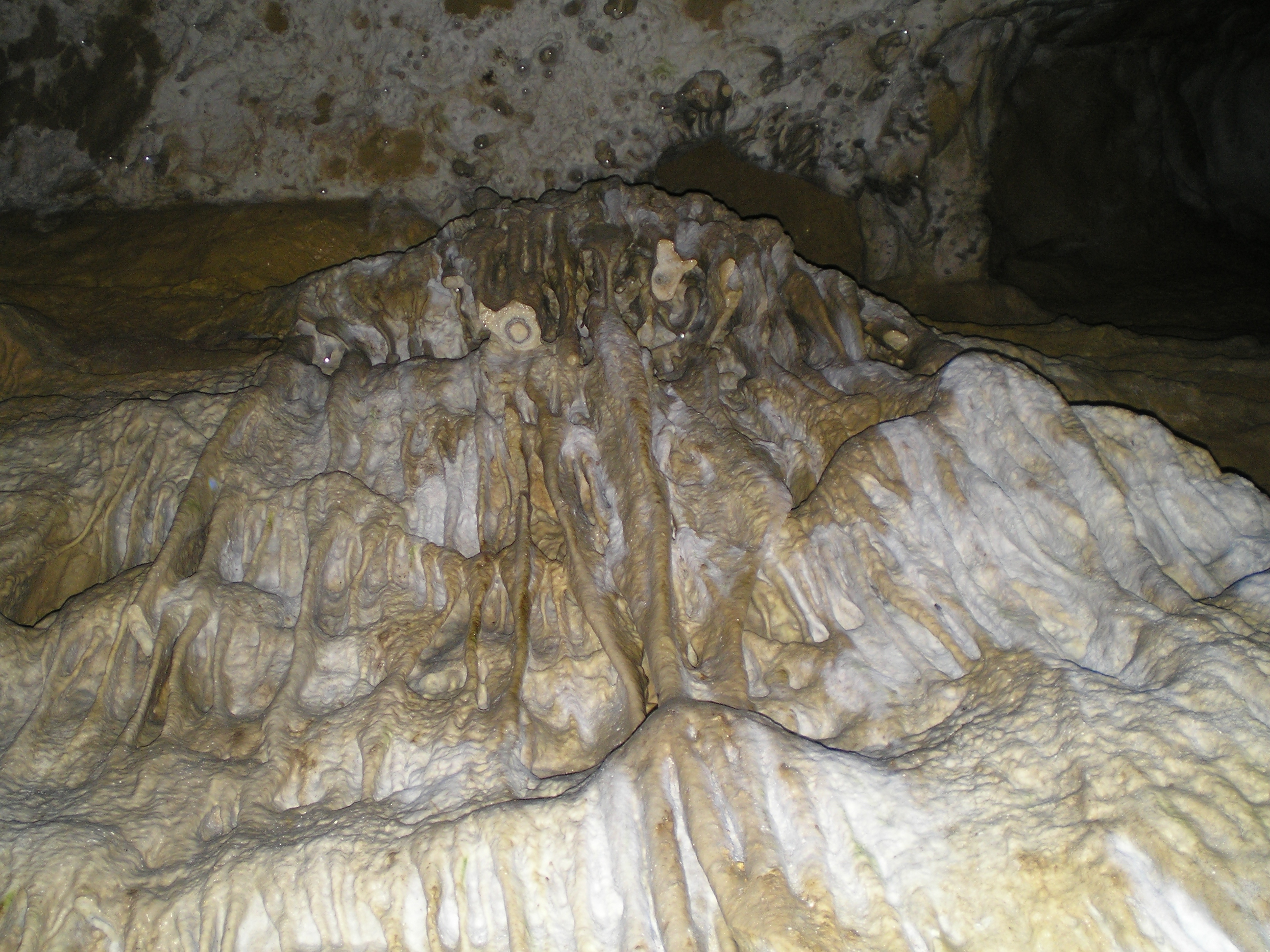
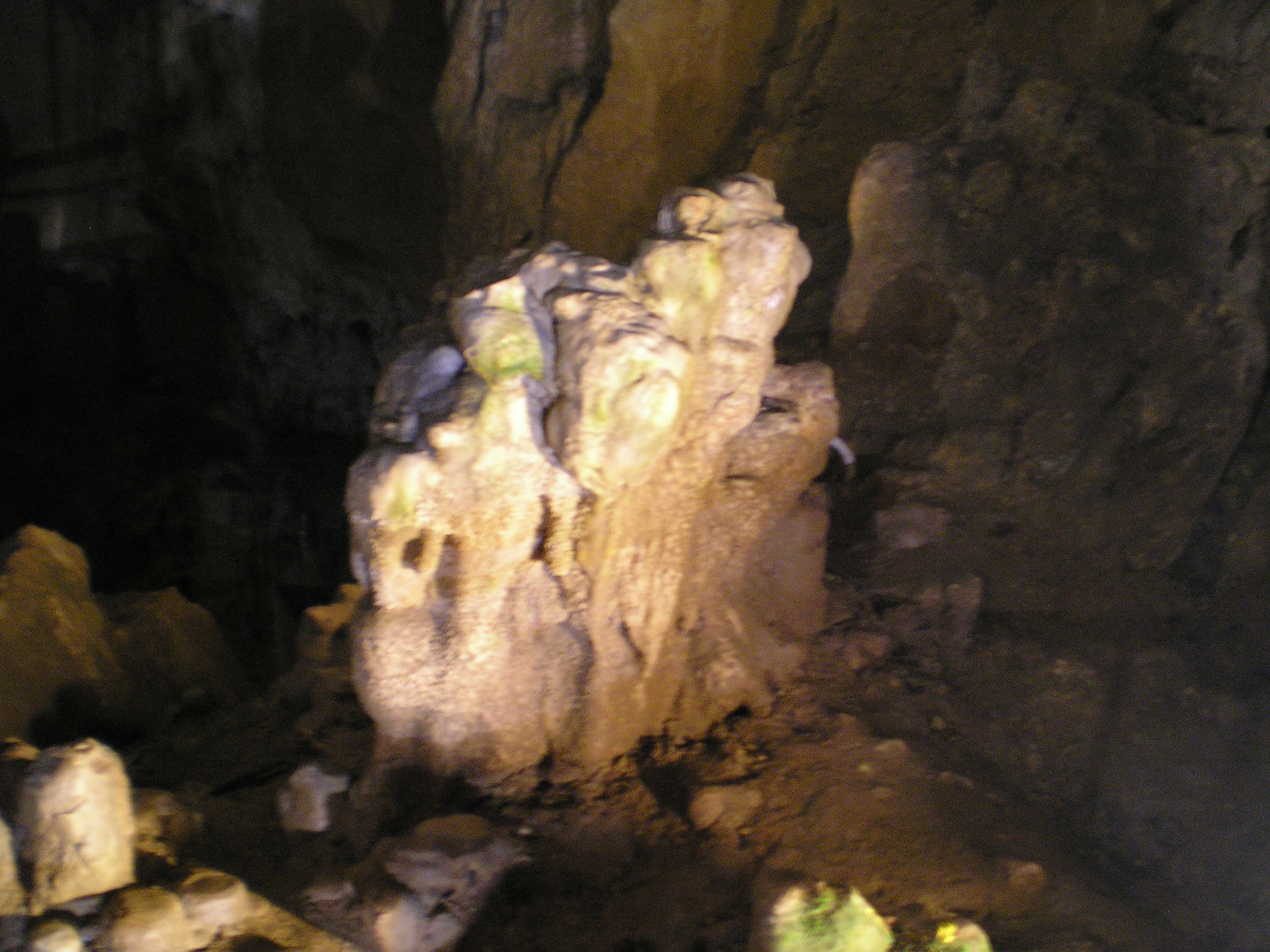